# 莫斯科共青团员报

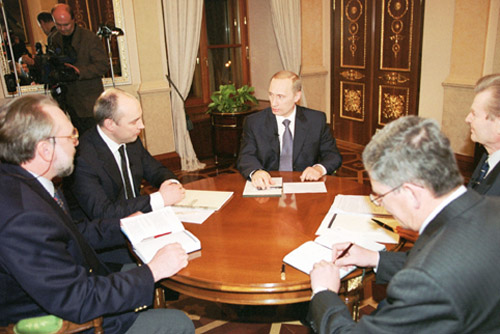
2001年3月，普京在克里姆林宫接受莫斯科主要媒体主编的访谈

《莫斯科共青团员报》（俄语：Московский комсомолец，羅馬化：Moskovskij Komsomolets，缩写），是前苏联及俄罗斯发行时间最长的俄语日报之一。1919年创刊，原为苏联共青团莫斯科市委的机关报，1991年苏联解体后成为独立报纸，并依然保留原名。内容偏向社会和时政新闻。

## 历史
《莫斯科共青团员报》历史悠久，最早可以追溯到1919年12月11日创刊的《青年公社员报》（Юный коммунар）。它由苏联共青团主办，报纸内容针对青年积极分子。1924年列宁去世后，该报更名为《青年列宁主义者》（Молодой ленинец）。1929年9月更为现名。
1931年至1939年，《莫斯科共青团员报》处于停刊状态。1941年6月苏德战争爆发后，同年8月出版了最后一期，报社所有成员都上了前线。有4位记者在战争中牺牲。1945年5月德国投降后，该报于同年10月2日复刊。在此后近半个世纪的时间里，它一直是苏联共青团莫斯科市委的机关报。1971年，该报被授予荣誉徽章勋章。它在苏联80多个城市设有分支机构。
1975年秋，加斯帕扬创设了原声唱片奖。自1977年以来，榜单每月在该报发表，奖项包含最佳男歌手，最佳女歌手，最佳音乐团体等。
1991年八一九事件爆发后，它成为独立报纸，并沿用了原名。但是它改变了面向年轻人的方针。口号曾一度改为：“报纸——面向所有的人！”同时，在既无政府补贴又无外来投资的情况下，它开始大力发展广告业务，以广告收入来维持报纸的生存和发展。在内容方面，该报偏向报道时政和社会新闻，经常披露一些鲜为人知的事件和内幕，以赢得读者的青睐。它由原来的每日发行改为周一至周六发行。

## 相关事件
1994年10月17日，编辑部发生爆炸事件。军事栏目记者德米特里·霍洛多夫（27岁）为了调查俄罗斯军队内部腐败行为，收到一个公文包。但他在办公室打开这个公文包的瞬间，炸弹爆炸了，他直接被炸身亡，另一名女同事受伤。
2013年，《莫斯科共青团员报》曾发表一篇“政治卖淫改变了性别”的文章，介绍执政的统一俄罗斯党三位国家杜马女议员的政治生涯，一些议员要求对该报社进行调查。后来报社遭到了烟幕弹的袭击。
2016年7月16日，莫斯科警方以“搜查危险的武装犯罪分子，寻找袭击警方的嫌疑人”为由，对《莫斯科共青团员报》报社进行了搜查。
2022年10月17日，加拿大宣布对在俄罗斯入侵乌克兰期间参与传播俄罗斯虚假信息和宣传，而将《莫斯科共青团员报》主编帕维尔·古谢夫列入制裁名单。

## 历任主编
| 任期            | 姓名              |
| --------------- | ----------------- |
| 1958年 – 1963年 | 米哈伊尔·鲍里索夫 |
| 1977年 – 1983年 | 列夫·古辛         |
| 1983年 –        | 帕维尔·古谢夫     |

## 发行量
列瓦达中心2004年5月的一项社会调查表明，有9％的俄罗斯人和33％的莫斯科人“或多或少定期地”阅读该报纸。在2000年，这些数字分别是11％和40％。
2000年代的发行量在70万份至93万份之间徘徊。

## 外部連結
- 官方网站